# Кельнське курфюрство
Ке́льнське курфю́рство (лат. Electoratus Colonia; нім. Kurfürstentum Köln, Kurköln; англ. Electorate of Cologne) — у 953–1803 роках курфюрство-архієпископія у складі Священної Римської імперії, зі столицею в німецькому місті Кельн (з 1597 року — в Бонні). Очолювалося духовним князем — католицьким архієпископом Кельнським, що обіймав посаду курфюрста. Він був архіканцлером Італії, другим серед інших канцлерів та курфюрстів, поступався лише імператору та майнцькому архієпископу. Курфюрство було одним із трьох духовних курфюрств імперії поряд із Майнцьким і Трірським курфюрствами. Інша назва — Кельнське архієпископство, хоча власне архієпископство займало вдвічі більшу територію ніж курфюрство і зокрема додатково містило Мюнстер і Льєж.

## Історія
Кельн був давньоримським містом Колонія Агриппіна в провінції Нижня Германія, і з римських часів був єпископською резиденцією. У 953 році архієпископи Кельна вперше отримали помітну світську владу, коли єпископа Бруно I призначено герцогом своїм братом, імператором Оттоном I. Щоб послабити світську знать, яка загрожувала його владі, Оттон наділив Бруно та його наступників на єпископській посаді прерогативами світських князів. Це був початок Кельнського курфюрства. Його утворено зі світських володінь архієпископства і мала у своєму складі смугу території вздовж лівого берега Рейну на схід від Юліха, а також Вестфальське герцогство на іншому березі Рейну, за Бергом і Марком.
До кінця XII століття Кельнський архієпископ був одним із семи курфюрстів Священної Римської імперії. Окрім того, що він був князь-курфюрстом, він також був архіканцлером Італії, технічно з 1238 року та постійно в 1263 — 1803 роках. У битві при Воррінгені (1288) архієпископа захопили солдати міста та змусили надати місту майже повну автономію. Зрештою, архієпископ переїхав до Бонна, щоб уникнути конфліктів з міською владою щодо юрисдикції. У 1475 році Кельн став вільним імперським містом, незалежним від архієпископа. Перший погром проти євреїв відбувся в 1349 році, коли їх використали як цапів-відбувайлів під час Чорної смерті, а тому спалили в аутодафе. Політична напруженість виникла з питань оподаткування, державних витрат, регулювання бізнесу та ринкового нагляду, а також обмежень корпоративної автономії.
Торгівля на далекі відстані в Балтійському регіоні зростала, оскільки головні торгові міста об'єднувалися в Ганзейський союз під керівництвом Любека. Це був союз торгових міст та їхніх гільдій, який домінував у торгівлі вздовж узбережжя Північної Європи та процвітав в 1200 — 1500 роках, а після цього продовжував розвиватися з меншим значенням. Провідними містами були Кельн на річці Рейн, Гамбург і Бремен на Північному морі та Любек на Балтійському морі. Економічні структури середньовічного та ранньосучасного Кельна базувалися у головному порту міста, його розташуванні як транспортного вузла та його підприємливих купцях, які встановлювали зв'язки з купцями в інших ганзейських містах.
У XVI столітті два архієпископи Кельна перейшли до протестантства. Перший, Герман V фон Від, відмовився від архієпископства після навернення, але Гебгард Труксес фон Вальдбург, який перейшов до кальвінізму в 1582 році, спробував секуляризувати архієпископство. Його шлюб у наступному лютому та його відмова відмовитися від території призвели до обрання конкуруючого архієпископа та курфюрста Ернста Баварського, брата герцога Баварського Віттельсбаха. У Кельнській війні, що послідувала, папа фінансував італійських та іспанських найманців, а католицькі баварці також відправили армію на підтримку Ернста, тоді як протестантські Нідерланди підтримували фон Вальдбурга. Війна зруйнувала більшу частину курфюрстської економіки, і багато сіл і міст були обложені та зруйновані. Облога Годесбергу в листопаді-грудні 1583 року закінчилася руйнуванням Годесберзького замку та вбивством більшості його мешканців. Після ще кількох облог фон Вальдбург відмовився від своїх претензій на кафедру та пішов до Страсбургу з дружиною. Ернст став архієпископом – перший великий успіх Контрреформації в Німеччині. Під керівництвом Ернста єзуїти контролювали відновлення католицизму в курфюрстській громаді. У 1583 — 1761 роках архієпископство було секундогенітурою баварської гілки дому Віттельсбахів. Оскільки архієпископ у цей період зазвичай також очолював Мюнстерське єпископство (а часто й Льєзьке єпископство), він був одним із найвпливовіших князів північно-західної Німеччини.
У 1597 — 1794 роках Бонн був резиденцією курфюрста, а отже, столицею курфюрства.
Після 1795 року території курфюрства на лівому березі Рейну окупувала Франція та офіційно анексувала в 1801 році. Кельн був у складі департаменту Рур; Бонн — департаменту Рейн-ет-Мозель. Заключна ухвала Імперської депутації 1803 року секуляризував решту архієпископства, передавши Вестфальське герцогство до Гессен-Дармштадтського  ландграфства, а Фест-Реклінггаузен — до Аренберзького герцогства. Однак Кельн відновили як резиденцію католицького архієпископа в 1824 році та є архієпархією донині.

## Курфюрсти
- Архієпископ Кельна